# Jan Bolesław Ożóg
Jan Bolesław Ożóg (ur. 1 marca 1913 w Nienadówce, zm. 1 marca 1991 w Krakowie) – polski poeta, pisarz i felietonista, uważany za najwybitniejszego przedstawiciela autentyzmu, członek i współzałożyciel grupy literackiej Barbarus.

## Życiorys
Ukończył gimnazjum przy ul. Krakowskiej w Rzeszowie. Początkowo studiował w Instytucie Teologicznym w Przemyślu. Ukończył polonistykę na Wydziale Humanistycznym Uniwersytetu Jagiellońskiego. Debiutował w 1935 roku w miesięczniku "Okolica Poetów". W czasie wojny, w latach 1943–1944 uczestniczył w tajnym nauczaniu, był żołnierzem AK, uczestniczył w walkach partyzanckich w 1944 roku. Następnie pracował w latach 1944–1945 jako nauczyciel w Sokołowie Małopolskim, w latach 1945–1950 w Radomiu i w latach 1950–1951 w Bochni. Od 1950 roku mieszkał w Krakowie. 
Pochowany został na cmentarzu Rakowickim (na nagrobku data śmierci 28 lutego 1991).

## Twórczość (wybór)
Autor liryki nastrojowo-refleksyjnej o kolorycie wiejskim, nawiązującej do pogańskich korzeni Polski. W późniejszym okresie twórczości skłaniał się w stronę pełnego obrazów profanacji, frenezji, erotyki i okrucieństwa katastrofizmu oraz surrealizmu, do końca pozostając jednak wiernym autentyzmowi. Jego wiersze przesiąknięte są elementami krytyki globalizmu i świata industrialnego.
Zaliczany był również do grona prymitywistów. Jego zasługą jest udoskonalenie i spropagowanie autentyzmu Stanisława Czernika jako „nie tylko kierunku literackiego, ale i światopoglądu”.

### Poezja
- Wyjazd wnuka, 1937
- Ogier i makolągwa, 1939
- Kraj, 1945
- Zielony wiatr, 1958
- Jemioła, 1966
- Ziemia Wielkanocna, 1969
- Wyspa Barbarus, 1973
- Gdy wilk pije piwo, 1980
- Gdzie świeci noc, 1985

### Proza

#### Zbiory opowiadań
- Chustka, 1958
- Popiół mirtowy, 1962
- Kiedy ptaki odleciały, 1969

#### Powieści
- Bracia, 1969
- Cienie ziemi, 1970